# Torralba den Salord

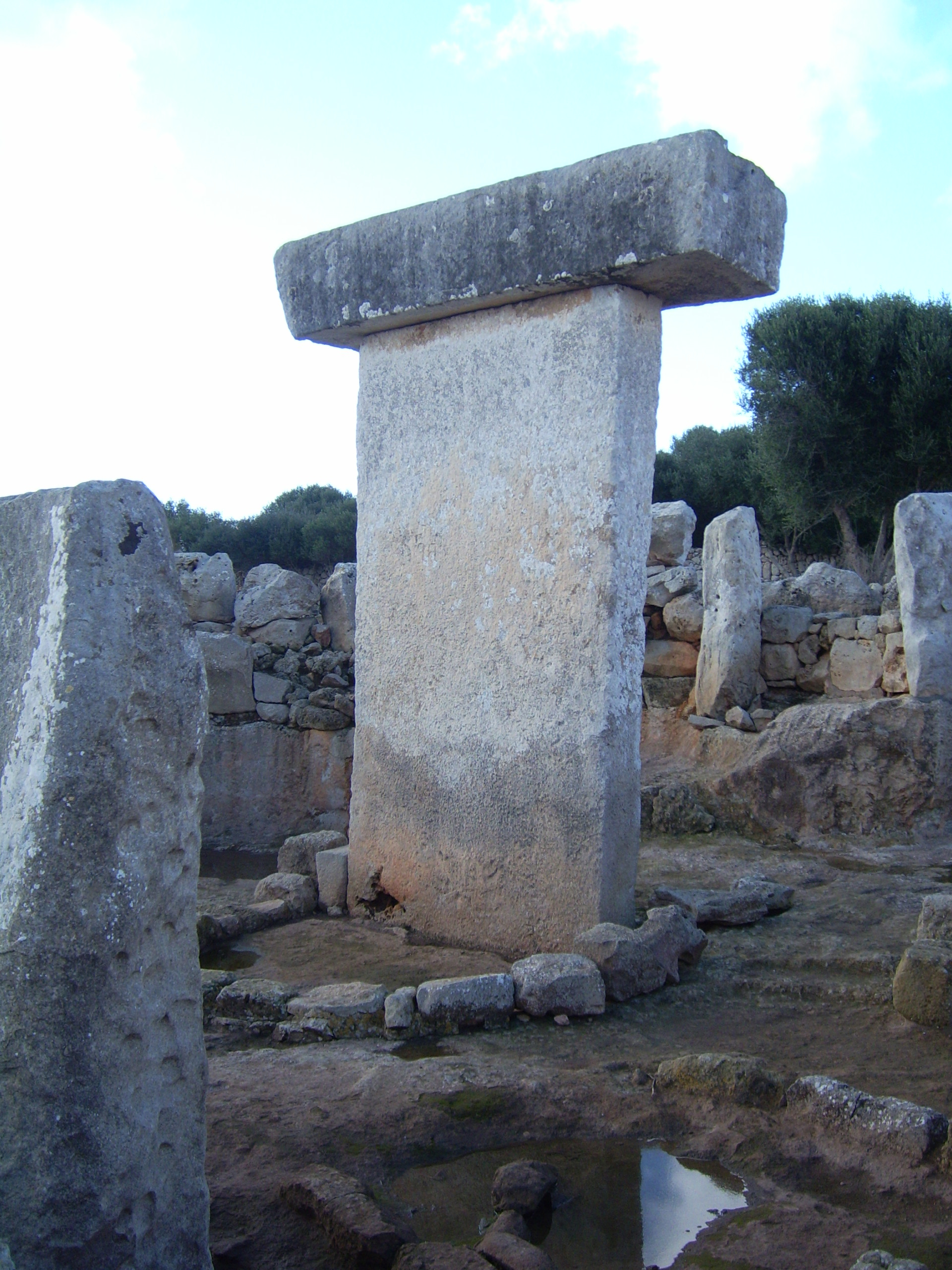
Taula de Torralba den Salord

Torralba den Salord es un poblado prehistórico de época talayótica localizado en la isla de Menorca (Baleares, España) en el municipio de Alayor. Cronológicamente se sitúa entre el año 1300 a. C. y la época romana, y  perduró hasta la Edad Media. Torralba den Salord es el yacimiento por excelencia de Menorca por la perfección de su taula y su recinto.

## Partes del poblado

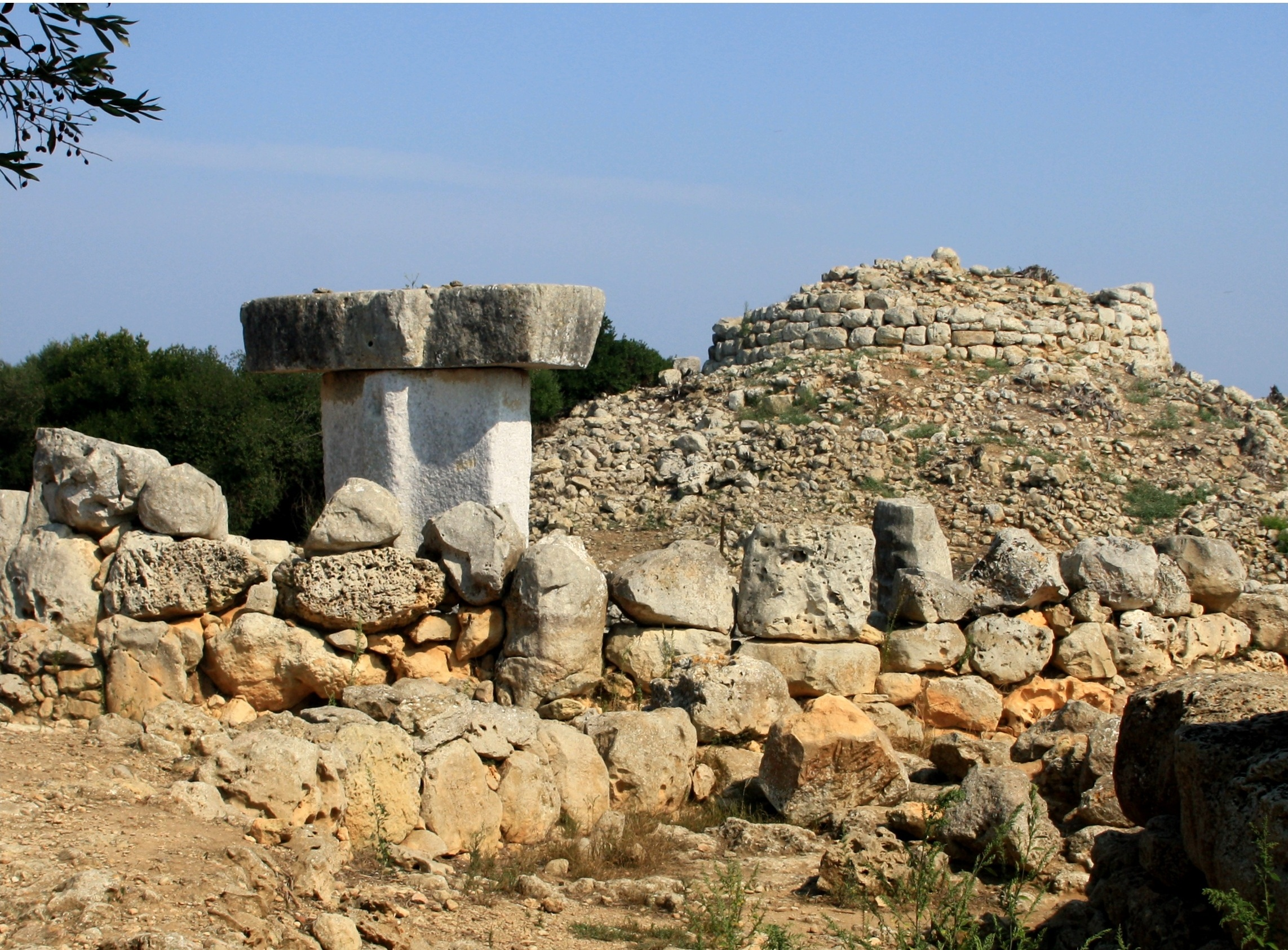
Taula y Talayot de Torralba den Salort

Aparte de la taula, se conservan los elementos característicos de los asentamientos prehistóricos menorquines tales como los talayots o la sala hipóstila. También se pueden ver algunas cuevas excavadas en el subsuelo y otros restos constructivos que conformaban los lugares de hábitat.
Lo que destaca a primera vista es el talayot principal. En sus orígenes tenía forma troncocónica, aunque actualmente se observa sólo la parte superior, de planta circular. La base está cubierta por bloques desprendidos. En su cumbre parece insinuarse un cuerpo macizo rodeando la columna. Este talayot aún no ha sido objeto de ninguna excavación arqueológica. 
El segundo talayot se encuentra detrás del recinto de la taula y está construido encima de una casa pretalayótica de planta ovalada, con muros construidos con piedras de pequeño tamaño. En su interior se halló un recipiente de cerámica que contenía cereales carbonizados de alrededor del 1300 a. C., de acuerdo con la datación por radiocarbono realizada. Después de que el talayot entrara en desuso, parte de las piedras se utilizaron para construir el recinto de la taula. Se estima que hay un tercer talayot escondido por la vegetación.
La parte más espectacular de Torralba la constituye sin lugar a dudas su recinto de Taula, cuya pieza central se ha convertido en uno de los símbolos de la Prehistoria menorquina. La Taula, de gran elegancia, alcanza los 5 m de alto por 2 y medio de ancho aproximadamente, y demuestra a la perfección cómo los hombres talayóticos supieron combinar en ella el peso y la rotundidad de la piedra con una noción casi aérea de las formas. Entre los años 70 y 80 del siglo XX, Manuel Fernández-Miranda y William Waldren excavaron el recinto. En él se encontró un altar de piedra que en su parte superior conservaba los restos de una esculturita de bronce que representaba un caballo. Al lado de este altar se encontró otra escultura en forma de toro fundida en bronce, al que se le dio el nombre de Toro de Torralba y que se puede contemplar en el Museo de Menorca. Durante la excavación se pudo documentar también una capa de cenizas con restos óseoas de animales domésticos, especialmente cabras y/o ovejas. Tanto los muros internos como los externos que forman el recinto en forma de herradura del santuario, como la taula en sí misma, están construidos con piedras muy bien talladas.
La sala hipóstila de Torralba, sustentada por columnas, es la única de la isla que conserva la capa de tierra, muy bien delimitada, sobre su cubierta de piedra. Es una de las mejor conservadas de la isla y mantiene íntegra la cubierta.

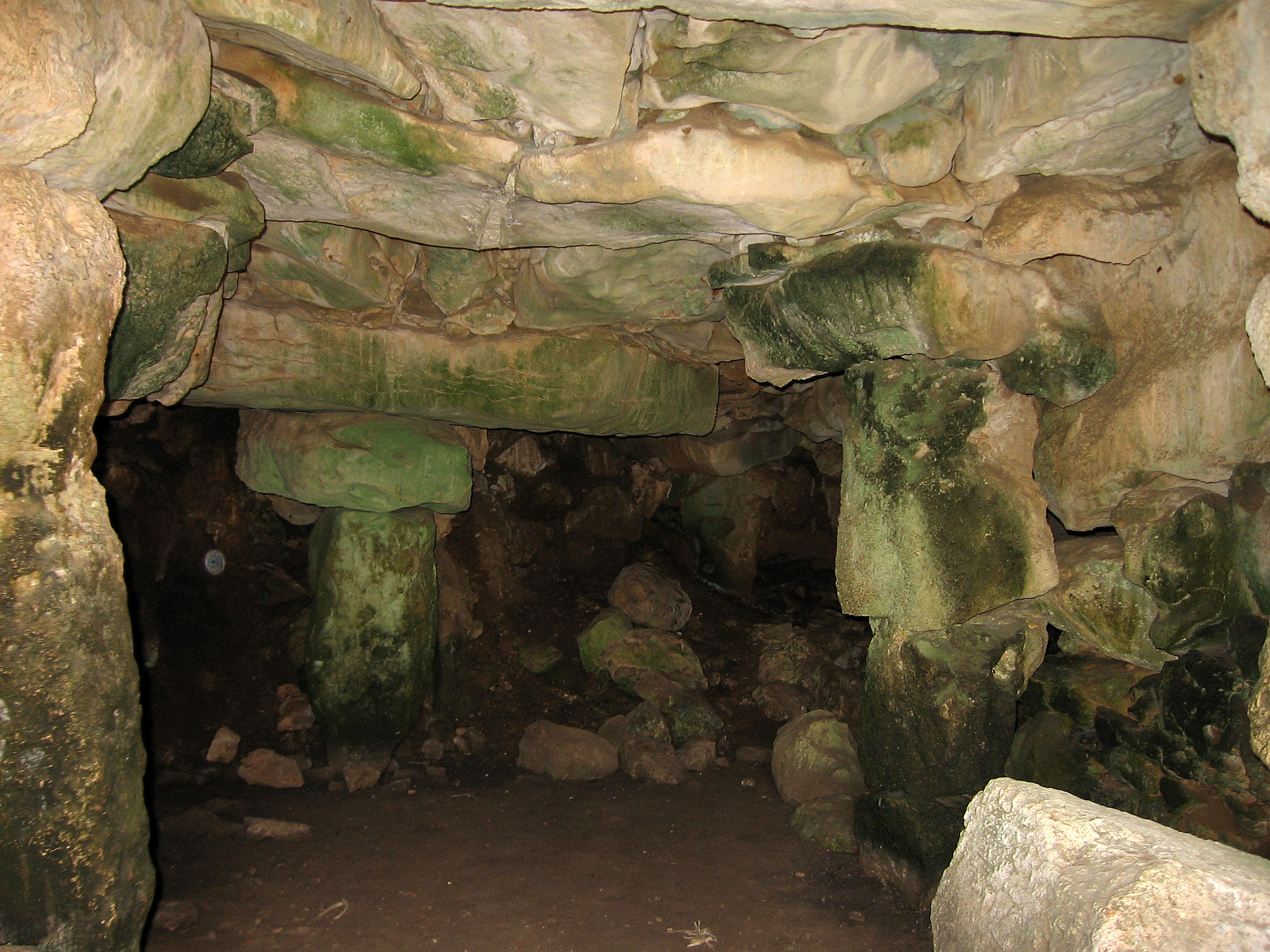
Sala hipóstila de Torralba den Salort

En este yacimiento se encuentra también toda una serie de hipogeos, cuevas naturales y cisternas. En la parte este del poblado se encuentra un conjunto de posibles viviendas talayóticas. Rodeando el asentamiento se pueden contemplar algunos fragmentos de muralla, sobre todo en la parte más próxima a la carretera.

## Pou de na Patarrà
Cerca del poblado se encuentra el Pou de na Patarrà, casi invisible desde el exterior debido una gran higuera que crece en su boca. Tiene casi 50 metros de profundidad, con 8 tramos de 199 escalones. Servía posiblemente para recoger el agua de las capas freáticas. Resumiendo, una obra de arte que nos ha dejado la prehistoria menorquina, de la cual se han inventado numerosas leyendas. Cerca del pozo, se encuentra una necrópolis de hipogeos postalayótica donde se encuentra la conocida cueva de los Cinco Portales.

## Acceso
- Este yacimiento está anunciado y dispone de  aparcamiento propio.